# シーゲイト・テクノロジー
シーゲイト・テクノロジー（英: Seagate Technology PLC、NASDAQ: STX）は、アメリカ合衆国のハードディスクドライブ（HDD）製造メーカーである。

## 概要
ウィンチェスター技術のHDDの主要な製造企業であり、独立系のHDDメーカーとしては最古参である。米カリフォルニア州スコッツバレーを長らく拠点としていたが、2011年にクパチーノに本部を移転した。なおスコッツバレー本社の所在地には、ディスクドライブ(Disc Dr.)という道路が通っている。
登録されているのはケイマン諸島だったが、本部移転とともにアイルランドのダブリンに登録地も移している。
シーゲイトのハードディスクはサーバ、デスクトップコンピュータ、ノートパソコンなどから、HDDレコーダー、ゲーム機、デジタルオーディオプレーヤーなどの機器にも使われている。
日本法人である日本シーゲイト株式会社は、1985年にシーゲイトテクノロジージャパン株式会社として設立され、1989年に現在の商号に変更している。

## 製品

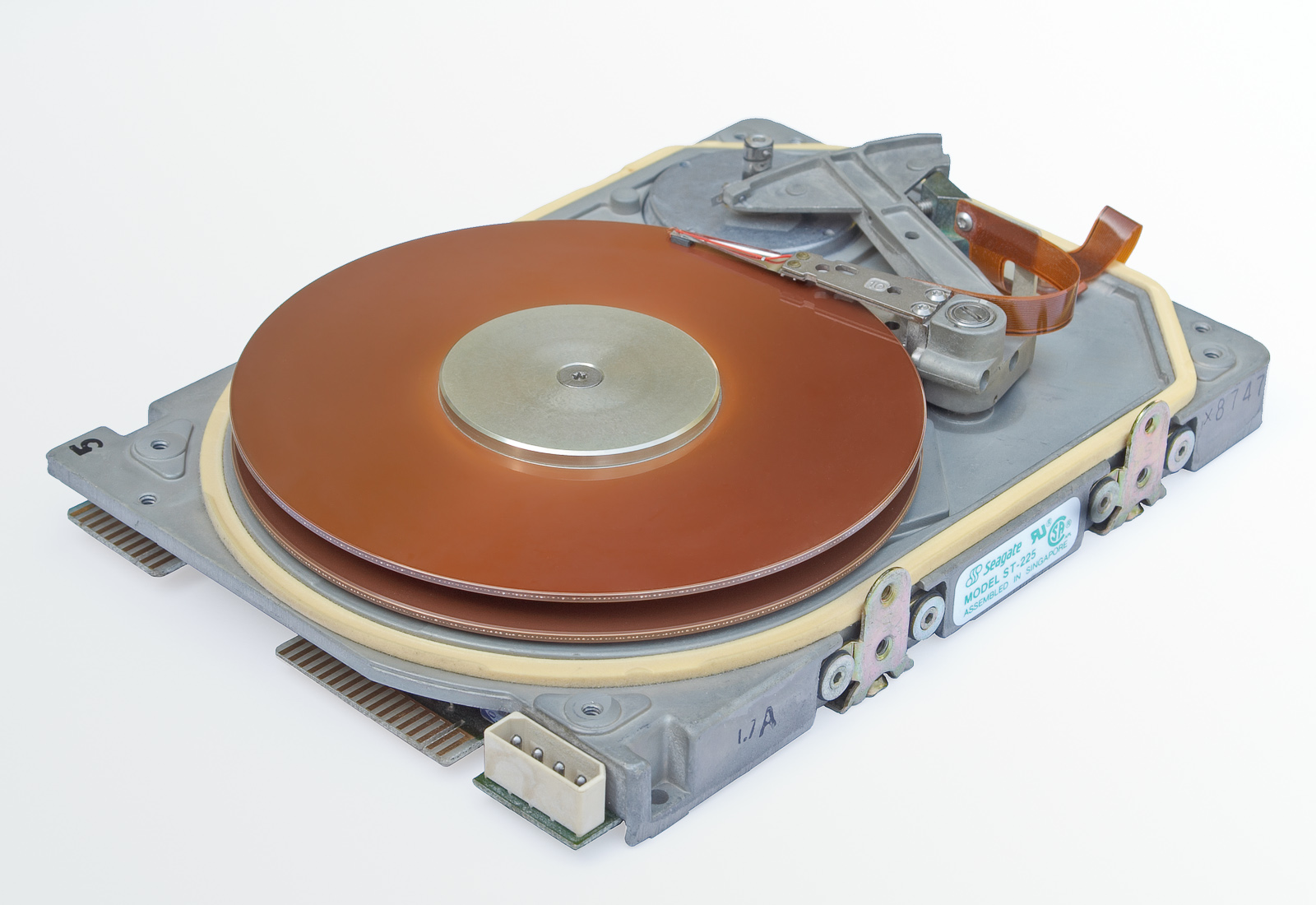
シーゲイト製ST-225ハードディスクドライブ

現在はグレードや用途で下記の通りに分けられている。
- Barracuda （バラクーダ）

一般用途向け製品群
- IronWolf（アイアンウルフ）

耐久性を重視した製品群。個人～小中規模組織向けのNAS向け
- FireCuda（ファイアキューダ）

ゲームなど読み書き速度が重視される用途向けの製品群
- Skyhawk（スカイホーク）

主に監視カメラ用途ビデオ分析にも適した大容量かつ耐久性を重視した製品群
- Exos（エクソス）

データセンターなどハイエンド向け製品群。性質上IronWolfのハイエンド版も兼ねている。
- Nytro（ナイトロ、ニトロ）

高い読み書き・転送速度および大容量SSD製品郡。

## 歴史
1979年にシュガートアソシエイツ社を設立したアラン・シュガートとフィニス・コナーによってシーゲイト・テクノロジーは設立された。当初は、1973年にシュガート・テクノロジー社名で設立したが、商標権の侵害警告を受けて社名を変更した。
1980年、最初の製品 ST-506（5.25インチフロッピーディスクドライブサイズのハードディスク）をリリースし、成功を収める。1980年代には基本的にST-506の設計に基づいた容量拡張版を次々とリリースしていった。ST-225 (20MB) とST-251 (40MB) はその中でも成功した製品であるが、これらは磁気ヘッドの移動にステッピングモーターを使用していた。シーゲイトはもっと高速なディスクではボイスコイル技術を使用していたため、ステッピングモーターを使用した製品を指してシーゲイトの製品は安いが品質も悪いと言われた。とは言うものの、シーゲイトの製品は競合他社の製品よりも売れた。結局、シーゲイトは1990年代初めにステッピングモーターの使用をやめた。
1981年、NCR社と共同でハードディスク専用のインターフェース「SASI (Shugart Associate System Interface)」を規格化。後にこれは現在のSCSI規格へ発展する。
1985年、フィニス・コナーが退社する。1986年にコナー・ペリフェラル社を設立。ノートパソコンなどに向いた小型ハードディスクを製造していたが、1996年にはシーゲイト社と合併している。
1989年、CDC社のハードディスク部門を買収し、ハイエンドのハードディスク市場に参入。これにより、CDCの保有するボイスコイルやディスク製造の特許を獲得し、最初の5,400rpmのドライブをリリース。
1992年、業界初の7,200rpmの製品 Barracuda をリリース。1996年、業界初の10,000rpmの製品 Cheetah をリリース。1997年、業界初の7,200rpmのATAドライブ Medalist Pro をリリース。また、業界初のファイバーチャネル接続のハードディスクをリリース。
1998年には10億個目の磁気ヘッドを製造。創業者アラン・シュガートが引退（その後、2006年12月12日死去）。1999年、2億5千万個目のハードディスクを出荷。
1999年、子会社 Seagate Software の Network and Storage Management Group (NSMG) を ベリタスソフトウェア に16億ドル相当の株式(約3300万株)で売却。Information Management Group は残存。
2000年、15,000 RPM の製品「Cheetah X15」をリリース。またこの年、シーゲイトは200億ドルで Silver Lake Partners を中心とする投資家グループとベリタスに買収される。シーゲイトの保有していた1億2800万株(33％)のベリタス株等の資産はベリタスが、HDD事業は投資家グループの設立した新会社が20億ドルで買収し継承した。
2001年、子会社 Seagate Software が Crystal Decisions に社名変更。(後に仏 BusinessObjects が買収。さらに、独 SAP が買収)
2005年、ポケットハードドライブ（持ち運び可能なUSB接続式のハードディスク）をリリース。ハードウェアによるディスク暗号化技術を発表。
2006年、垂直磁気記録方式の 3.5インチHDD(750GB)を発売。マックストアの買収を完了
2009年、1月3日以降出荷したBarracudaとMomentusが5年保証から3年保証に変更された。2009年1月17日、一部製品に不具合が見付かったと発表。詳細は後述する。
2010年5月24日、ノートパソコン用の第二世代ハイブリッドHDD「MOMENTUS XT」を発表。
2011年4月19日、サムスン電子はHDD事業をシーゲイト・テクノロジーに14億ドルで売却することを発表した。買収は同年12月19日に完了。
2012年5月23日、フランスのストレージ機器メーカー、LaCie社の買収を発表。

## 欠陥製品問題
2009年1月17日、各国で販売されている同社製HDD「Barracuda 7200.11」「DiamondMax 22」「Barracuda ES.2 SATA」「SV35」の一部で、ファームウェアのバグによりある条件が揃うとデータ読取りなどのあらゆるアクセスが不可能になる不具合が見付かったと発表。
販売店では対象製品の販売が一時ストップされた。ファームウェアのバグによってアクセスが不能になるもののユーザーのデータが消失する訳ではないので、この問題に対してシーゲートは無償のデータ復旧サービスを行った。

## 競合企業
- ウェスタン・デジタル
  - HGST（旧・日立グローバルストレージテクノロジーズ） - 日立のHDD事業とIBMのHDD事業を統合し設立。2012年、ウェスタンデジタルが買収し子会社化
    - IBM - 2002年、日立にHDD事業を売却
- 東芝デバイス＆ストレージ - 東芝のHDD事業と富士通のHDD事業を統合し設立[12]
  - 富士通 - 2009年、東芝等にHDD事業を売却